# IC 3459
IC 3459 ist eine Zwerggalaxie vom Hubble-Typ dE3 im Sternbild Jungfrau auf der Ekliptik. Sie ist schätzungsweise 10 Millionen Lichtjahre von der Milchstraße entfernt und hat einen Durchmesser von >5.000 Lichtjahren. Die Galaxie wird unter der Katalognummer VVC 1392 als Mitglied des Virgo-Galaxienhaufens gelistet.

Im selben Himmelsareal befinden sich unter anderem die Galaxien NGC 4486, IC 3440, IC 3443, IC 3465.
Das Objekt wurde am 13. September 1900 von dem deutschen Astronomen Arnold Schwassmann entdeckt.